# Vorkapics
Vorkapics (horvátul: Vorkapić) falu Horvátországban, Sziszek-Monoszló megyében. Közigazgatásilag Topuszkához tartozik.

## Fekvése
Sziszektől légvonalban 42, közúton 56 km-re délnyugatra, községközpontjától légvonalban 4, közúton 7 km-re délnyugatra, az úgynevezett Báni-végvidéken, a Kordun területén fekszik.

## Története
A római uralom előtt illír törzsek lakták a területét. A római korban a falu közelében északkeletre Topuszka vidékén feküdt Ad Fines városa. Területe a 11. század végétől magyar-horvát királyok uralma alatt volt. A 13. század elején a közeli Topuszkán II. András magyar király cisztercita apátságot alapított. A 16. században ezt a vidéket is egyre többször érték török támadások, majd 1556-ban az Oszmán Birodalom több évszázadra megszállta a területét. A vidék az 1593 és 1699 között dúlt török háborúkban teljesen elpusztult. A karlócai békével ez a terület is felszabadult a török megszállás alól, majd a Katonai határőrvidék része lett. A 17. század végétől a hódoltsági területekről nagy számú szerb lakosság érkezett és telepedett le itt. 1768-ban 25 ház állt a településen.
A katonai közigazgatás 1881-ig tartott. Ezután Zágráb vármegye Vrginmosti járásának része volt. A településnek 1857-ben 558, 1910-ben 773 lakosa volt. 1918-ban a Szerb-Horvát-Szlovén Királyság, majd 1929-ben Jugoszlávia része lett. A lakosság  szerb nemzetiségű volt. 1941 és 1945 között a falu a Független Horvát Állam része volt. A lakosságból sokan csatlakoztak a partizán egységekhez. A háború négy éve alatt a harcokban és a megtorlások során 87 vorkapicsi lakos esett el, illetve esett áldozatul. Közülük 45-en a harcokban estek el, 42 lakost pedig az ellenséges erők gyilkoltak meg. A háború alatt dúló tífuszjárványnak 113 helyi áldozata volt. A délszláv háború idején 1991-ben a település szerb lakossága a szerb erőket támogatta. A horvát hadsereg a Vihar hadművelet keretében 1995. augusztus 7-én foglalta vissza települést. A szerb lakosság elmenekült és csak kevesen tértek vissza. A háború után elkezdődött az újjáépítés, az élet úgy-ahogy normalizálódott. A településnek 2011-ben mindössze 26 lakosa volt.

## Lakosság
| Lakosság változása | Lakosság változása | Lakosság változása | Lakosság változása | Lakosság változása | Lakosság változása | Lakosság változása | Lakosság változása | Lakosság változása | Lakosság változása | Lakosság változása | Lakosság változása | Lakosság változása | Lakosság változása | Lakosság változása | Lakosság változása |
| ------------------ | ------------------ | ------------------ | ------------------ | ------------------ | ------------------ | ------------------ | ------------------ | ------------------ | ------------------ | ------------------ | ------------------ | ------------------ | ------------------ | ------------------ | ------------------ |
| 1857               | 1869               | 1880               | 1890               | 1900               | 1910               | 1921               | 1931               | 1948               | 1953               | 1961               | 1971               | 1981               | 1991               | 2001               | 2011               |
| 558                | 608                | 613                | 740                | 819                | 773                | 776                | 878                | 642                | 669                | 564                | 424                | 275                | 207                | 35                 | 26                 |